# Caimari
Caimari és un llogaret agregat al municipi de Selva, situat al peu de la serra de Tramuntana, entre els pobles de Mancor de la Vall (a 3,4 km) i Binibona (a 2,3 km). Té una població (2009) de 700 habitants. Caimari té una etimologia poc clara, possiblement d'origen mossàrab. L'àrea territorial assignada des del segle xiv s'ha anat retallant considerablement amb el pas del temps, fins a limitar a ponent amb el camí que va de Selva a la comuna i, a migjorn, amb el torrent que flueix des del camí esmentat fins al pont d'en Blau i el camí de Pollença.

## Etimologia
El nom de Caimari és un d'aquests topònims que, amb el decurs dels segles, ha esdevingut opac. Encara avui és difícil confirmar plenament cap de les diverses hipòtesis sobre quin era el significat originari d'aquest mot, amb una grafia que també s'ha anat modificant amb el pas del temps (a l'edat mitjana Caymarix li Aben-leube, Caymarix Labelembe o Caymaritx Labenleube, i després Queymaritx per a quedar finalment en Caymari).
La hipòtesi a la qual es dona preferència és la que atribueix a Caimàritx el significat de "conjunt de coves". Es basa en el fet fonètic que el grup sm pot convertir-se en im, de manera que Caimari podria venir de casmari, derivat de chasma ('abisme' en grec).

## Festes populars
A Caimari, les festes patronals se celebren dia 15 d'agost, en honor de la Mare de Déu d'Agost, dia en què es ret homenatge als veïns de major edat, i en què tots els habitants es reuneixen en un sopar popular que té lloc a la plaça Major.
Per setmana santa, a més de les processons religioses, s'escenifica el Davallament de la Creu que té lloc als Fornassos, la part més elevada del poble. L'endemà de Pasqua a cada un dels nuclis se celebren Pancaritats (romeries) amb destinació a emplaçaments propers on la gent comparteix un dinar a l'aire lliure.
El tercer diumenge de novembre s'hi concentra gran quantitat de públic procedent de tota l'illa per assistir a la Fira de s'Oliva on es venen tota classe de productes agroalimentaris i artesans autòctons, entre els quals destaquen l'oli d'oliva i les olives.

## Mercat setmanal
El mercat setmanal de Caimari es fa tots els dilluns de les 08.00 h a les 13.00 h a la plaça Major de Caimari on venen fruita verdura, llegums, flors i plantes, roba i calçat, entre d'altres.